# Star Trek: Armada
Star Trek: Armada est un jeu vidéo de stratégie en temps réel développé et édité par Activision, sorti en 2000 sur Windows.

## Accueil
| Star Trek: Armada     |      |       |
| Média                 | Pays | Notes |
| Computer Gaming World | US   | 2/5   |
| GameSpot              | US   | 79 %  |
| PC Zone               | US   | 74 %  |

## Postérité
Le jeu bénéficie d'une suite, Star Trek: Armada II, publiée par Activision en 2001.